# Shaomi
Shaomi (kinesiska: 勺米, 勺米彝族苗族乡) är en socken i Kina. Den ligger i provinsen Guizhou, i den sydvästra delen av landet, omkring 180 kilometer väster om provinshuvudstaden Guiyang.